# 印尼準舌唇魚
印尼準舌唇魚（学名：Lobocheilos kajanensis）为輻鰭魚綱鯉形目鲤科準舌唇魚属的鱼类。分布於亞洲婆羅洲及蘇門答臘，體長可達17.7公分，棲息在底層水域，以固著生物及浮游植物為食。

## 扩展阅读
維基物種上的相關：印尼準舌唇魚